# ببین دیگه کی داره حرف می‌زنه
ببین کی داره حرف می‌زنه (به انگلیسی: Look Who's Talking Too) فیلمی است محصول سال ۱۹۹۰ و به کارگردانی امی هکرلینگ است. در این فیلم بازیگرانی همچون جان تراولتا، کریستی آلی، المپیا دوکاکیس، الیاس کوتیاس، گیلبرت گوتفرید، توینک کاپلان، بروس ویلیس، روزان بار، دیمون وینز و مل بروکس ایفای نقش کرده‌اند.
این فیلم دنباله ببین کی داره حرف می‌زنه است و قسمت سوم این فیلم‌ها ببین حالا کی حرف می‌زنه است که در سال ۱۹۹۳ ساخته شد.